# Communauté de communes de Grande Champagne
La communauté de communes de Grande Champagne est une ancienne communauté de communes française, située dans le département de la Charente et le Pays Ouest-Charente Pays du cognac.

## Historique
- Création de la communauté de communes de Grande Champagne le 29 décembre 1995.
- Elle disparait le 1er janvier 2017 à la suite de sa fusion avec les communautés de commune du Grand Cognac » (14 communes), de Jarnac (18 communes) et de la région de Châteauneuf » (18 communes) pour former la nouvelle communauté d'agglomération du Grand Cognac[1].

## Administration

### Liste des présidents
| Période | Période       | Identité           | Étiquette | Qualité |
| ------- | ------------- | ------------------ | --------- | ------- |
| ?       | 2014          | Christian Valtaud  |           |         |
| 2014    | décembre 2016 | Véronique Marendat |           |         |

### Régime fiscal et budget
- Régime fiscal (au 01/01/2005) : fiscalité additionnelle.

## Composition
Elle regroupait 12 communes le 1er janvier 2016 :
| Nom                    | Code Insee | Gentilé          | Superficie (km2) | Population (dernière pop. légale) | Densité (hab./km2) |
| ---------------------- | ---------- | ---------------- | ---------------- | --------------------------------- | ------------------ |
| Segonzac (siège)       | 16366      | Segonzacois      | 35,19            | 2 108 (2014)                      | 60                 |
| Ambleville             | 16010      | Amblevillois     | 5,09             | 186 (2014)                        | 37                 |
| Angeac-Champagne       | 16012      | Angeacais        | 14,27            | 510 (2014)                        | 36                 |
| Criteuil-la-Magdeleine | 16116      | Criteuillois     | 15,19            | 449 (2014)                        | 30                 |
| Gensac-la-Pallue       | 16150      | Gensacais        | 19,23            | 1 616 (2014)                      | 84                 |
| Genté                  | 16151      | Gentéens         | 11,59            | 900 (2014)                        | 78                 |
| Juillac-le-Coq         | 16171      | Juillacais       | 14,54            | 660 (2014)                        | 45                 |
| Lignières-Sonneville   | 16186      | Lignerois        | 16,36            | 606 (2014)                        | 37                 |
| Saint-Fort-sur-le-Né   | 16316      | Saint-Fortais    | 6,80             | 378 (2014)                        | 56                 |
| Saint-Preuil           | 16343      | Saint-Preuillais | 12,39            | 280 (2014)                        | 23                 |
| Salles-d'Angles        | 16359      | Salléens         | 21,80            | 1 043 (2014)                      | 48                 |
| Verrières              | 16399      | Verriérois       | 13,37            | 344 (2014)                        | 26                 |

## Compétences
Nombre total de compétences exercées en 2016 : 16.